# Konjeniški kip Ludvika XIV. (Bernini)
Konjeniški kip kralja Ludvika XIV. je skulptura, ki jo je zasnoval in delno izdelal italijanski umetnik Gian Lorenzo Bernini, ki je bil prvotno pripeljan v Francijo, da bi oblikoval novo pročelje Louvra, portretni doprsni kip in konjeniški kip. Bernini je prvič razpravljal o projektu, ko je bil v Franciji sredi 1660-ih, vendar se je začel šele pozneje v desetletju, ko se je vrnil v Rim. Dokončan je bila šele leta 1684 in nato poslan v Pariz leta 1685. Ludvik XIV. Francoski je bil zelo nezadovoljen s končnim rezultatom in ga je dal postaviti v kot vrtov kraljeve palače v Versaillesu. Kmalu zatem je skulpturo predelal François Girardon in jo preoblikoval v konjeniško skulpturo starorimskega junaka Marka Kurcija.

## Zgodovina

### Vabilo
Večji del 17. stoletja je Bernini veljal za vrhunskega umetnika tega obdobja, saj je služil kot glavni vir umetniških del, ki jih je naročil papež Urban VIII. Zato ga je Ludvik XIV. povabil, naj pride v Francijo in dela v imenu francoske monarhije. Bernini je sprejel to povabilo in odpotoval v Pariz, da bi izdelal konjeniški kip in portretni doprsni kip ter novo fasado Louvra.

### Bernini v Franciji
Dan po svojem prihodu v Pariz 3. junija 1665 je Bernini ugotovil, da je bilo delo, ki ga je v Louvru že opravil Louis Le Vau, francoski klasični baročni arhitekt, ki ga je najel Ludvik XIV., neustrezno in se namesto tega odločil za lastne modele, pri čemer navaja lastna opazovanja palač v svoji karieri. Bernini je sčasoma predlagal opustitev Le Vauovega tekočega projekta in namesto tega vztrajal, da bo sam zagotovil podrobnosti zasnove.
Berninijev prvi koncept za načrtovano vzhodno fasado, ki je močno poudarjala ukrivljena krila v italijanskem slogu, je bil skoraj takoj zavrnjen. Jean-Baptiste Colbert je tudi izjavil, da bi bili Berninijevi načrti za postavitev kraljeve sobe v navzven štrleči osrednji paviljon hrupna lokacija zaradi bližine ulice in peš prometa. Po zavrnitvi prvega osnutka je Bernini poslal drugi osnutek, ki ga je prav tako zavrnil Colbert, čeprav se zdi, da za razliko od prvega in tretjega osnutka slika ni preživela. Tretji in zadnji osnutek, ki je odstranil ukrivljena krila, ki si jih je Bernini prvotno zamislil, je pohvalil Ludvik, ki je imel uradno slovesnost ob polaganju temeljnega kamna nove fasade. Toda takoj, ko je Bernini zapustil Francijo in se vrnil v Rim, je Ludvik ukazal ustaviti gradnjo.

### Gradnja in ustvarjanje
Bernini je sledil francoski tradiciji in ustvarjal konjeniške kipe francoskih kraljev v njihovih lastnih rezidencah, z znamenitimi primeri Francoisa Mansarta, Charlesa Perraulta in Pierra Cottarda. Kljub tradiciji je bil Bernini prvi v Franciji, ki je zasnoval konjeniški kip, ki naj bi bil samostoječ z vzpenjajočim se konjem in ne pritrjen na stavbo. Precedens za to je bila Pietra Tacca skulptura Filipa IV. v vrtu palače Buen Retiro (1642) v Madridu, ki je od antike veljala za prvi konjeniški spomenik, ki prikazuje vzpetega jezdeca. To posnemanje je odražalo francosko-špansko rivalstvo v času vladavine kralja Ludvika XIV.
V mnogih slikah, ki prikazujejo podobnost Ludvika XIV., je bila glavna sestavina metafora Ludvikove vladavine, sonce, ki je v skladu s tradicijo oriens augusti ali »vzhajanje avgusta«, izraza, ki označuje vladarja s soncem. Sonce je bilo tudi eden od mnogih simbolov za papeža Urbana VIII., Berninijevega največjega pokrovitelja. V času, ko je služil Urbanu VIII., je Bernini sodeloval pri oblikovanju oboka s freskami v palači Barberini v Rimu, na katerem se pojavi božanska Modrost s simbolom sonca na prsih.

### Prevoz in prihod v Francijo
Jeseni 1684 je bil kip z ladjo odpremljen iz Civitavecchie v Italiji. Marca 1685 je kip prispel v Pariz. Kip je bil nato avgusta in septembra odpremljen v Versailles, v palačo pa je prispel 1. oktobra 1685. Do 9. je bil kip postavljen v oranžerijo, v eno od tamkajšnjih galerij.

### Sprejem
14. novembra 1685 je Ludvik XIV. prvič videl kip v oranžeriji, markiz de Dangeau je zapisal, da se je kralj odločil, da bo kip odstranil z ozemlja in ga uničil. Kip pa ni bil uničen, ampak prestavljen na drugo lokacijo na glavni osi Oranžerije, južno od bazena. Septembra 1686 je bil Berninijev kip zamenjan z Domenica Guidija kipom La Renommee de Louis XIV.. Kip je bil premaknjen na oddaljeno stran novo zgrajenega Neptunovega bazena, najbolj severno točko na osi sever-jug vrta. Postavili so ga na visok podstavek. Ta lokacija ni bila nepoznana, ampak pomembna.
Leta 1702, po preobrazbi iz Ludvika XIV. v Marka Kurcija, rimskega junaka, so kip prestavili na konec Jezera švicarske garde. Kip je bil postavljen blizu bazena, ki simbolizira brezno, v katerega se vrže Mark Kurcij. Namesto da bi bil kip takoj zavrnjen, so ga v 16-letnem obdobju postavili na več pomembnih območij, preden so ga končno postavili na drugo stran Jezera švicarske garde na nasprotnem koncu ozemlja palače od Neptunovega bazena.
Kljub Ludvikovi javni zavrnitvi konjeniškega kipa je njegova oblika navdihnila prihodnje kraljeve portrete kralja, vključno z marmornato stvaritvijo Antoina Coysevoxa, ki prikazuje Ludvika XIV. na konju, ki sedi v Salonu vojne v Versaillesu in popravlja značilnosti obraza, ki jih je ustvaril Bernini, kar si je francoski kralj razlagal kot žaljivko, s čimer je ustvaril bolj mračen izraz in dvignil čelo na bolj 'primerno' višino.

### Po Berninijevem obisku
Po neuspehu Berninijevega bivanja v Parizu se je francoski odnos do italijanske kulture spremenil, premik v odnosu, ki je prvič po renesansi priznal, da se je severno od Alp razvila nacionalna samozavest, odnos, ki se je razvil kot posledica zavračanja italijanskega baroka in popularizacije francoskega klasicizma, zaradi česar se Berninijeva prenova Louvra ni nikoli dvignila nad svoje temelje.

## Vrhunec tem v Berninijevem delu

### Konstantinova vizija
V svojem procesu izdelave konjeniškega kipa se je Bernini skliceval na eno svojih prejšnjih del, Konstantinovo vizijo, ki so jo začeli klesati leta 1654 in je bilo dokončano konec leta 1669.
Konjeniški kip Ludvika XIV. je bil zasnovan ob upoštevanju podobne poze konja in nobeden od jezdecev ne drži vajeti ali stremena. Medtem ko so bile Konstantinove kretnje dvignjene, da bi posredovale vizijo svetega križa in Boga nad njim, so kretnje sončnega kralja prizemljene, da bi izrazile njegovo posvetno in nebožansko moč v dejanju, ki ga je Bernini označil kot »dejanje veličastnosti in ukaza«.
Za razliko od Konstantinovega kipa je bil kip Ludvika XIV. izklesan iz enega samega kamnitega bloka in naj bi bil »največji, kar jih je bilo kdaj videno v Rimu,« po besedah zgodnjih biografov.

### Doprsni kip Ludvika XIV.
Poleg konjeniškega kipa je Ludvik XIV. naročil Berniniju, da izkleše portret njegovega doprsnega kipa. Doprsni kip je bil oblikovan po vzoru drugega, ki ga je Bernini naredil deset let prej za Francesca d'Este, vojvodo Modene. Oba imata veliko podobnih značilnosti, vključno s suličnim jabotom, ramenskim oklepom in plaščem, ki se zdi, kot da lebdi v vetru. Najbolj opazna podobnost med obema doprsnima kipoma je uporaba draperije za 'prikrivanje' spodnjega dela trupa. Oba doprsna kipa, skupaj s kipom na konju Ludvika XIV., sta primera načinov, na katere Bernini prikazuje oblast v kontekstu absolutnih monarhij iz 17. stoletja.
Podrobnost Ludvikovega doprsnega kipa izhaja iz anekdote, ki jo je posnel Domenico Bernini in jo je povzel zgodovinar Cecil Gould:
 »Eden od obiskovalcev v tej zgodnji fazi [22. julija] je bil markiz de Bellefonds, ki je rekel, da bi rad videl nekaj las na kraljevem čelu ... Berninijev komentar ob tej priložnosti je bil, da imajo slikarji prednost pred kiparji v biti sposoben ... Upodobiti lase na čelu, ne da bi jih zakrili. Ta misel je spodbudila Berninija, da je poskusil nemogoče. Teden dni po Bellefondsovem obisku je Chantelou opazil, da je Bernini v resnici dodal pramen las na čelo doprsnega kipa ... Dodatek tega pramena, na katerega je bil Bernini zelo ponosen, je bilo mogoče doseči le tako, da so postrigli ves zgornji del las. čelo, razen samega kodra. To je bilo kasneje deležno negativnih kritik in je dejansko ponaredilo obliko kraljevega čela.« 
Anekdota poudarja, da se je Bernini bolj ukvarjal s tehnično platjo doprsnega kipa, kot pa z natančno rezbarijo po kraljevi podobi. Sprememba je povzročila spremembo oblike obrvi, ki je veljala za »nelaskavo«.

## Kasnejše spremembe

### Ponovno klesanje
Leta 1687 je Francois Girardon dobil nalogo, da spremeni Berinijev konjeniški kip. Ko ga je Girardon ponovno izklesal, je bil konjeniški kip namenjen upodabljanju Marka Kurcija, starorimskega junaka. V njegovi zgodbi se je sredi rimskega foruma pojavilo brezno, ki bi ga lahko zaprla le žrtev največje posesti Rima. Kot rezultat tega je Kurcij s pogumom svojih vojakov ugotovil, da je to najbolj cenjena posest Rima, in se vrgel v brezno, medtem ko je jezdil svojega konja, in ga zaprl.
Girardon, direktor Kraljeve akademije za slikarstvo in kiparstvo ter guverner vseh kraljevih naročil za kiparstvo, je izklesal glavo in konjevo oporo ter dodal čelado in plamene, medtem ko je spremenil obraz. Ta pripoved je veljala za primernejšo zvitost konja, ki ni prikazovala visoke stopnje jahanja. Bernini se je namesto za uravnovešenost odločil za gibanje, kar Ludvik XIV. ni najbolje sprejel.
Spremenjena sta bila dva glavna elementa; spuščeni lasje na zadnji strani glave Ludvika XIV. so bili spremenjeni v čelado z grebenom, zastave pa v množico plamenov ob konjevih nogah.